# پل خشتی خطیبان صومعه سرا
پل خشتی خطیبان در استان گیلان، شهرستان صومعه سرا، بخش مرکزی و روستای خطیبان واقع شده‌است.
این پل روی رودخانه گازروبار بنا شده‌است و شالوده آن متعلق به دوران صفوی به طول ۲۴ متر و عرض ۳متر و ۸۰ سانتیمتر به دستور شاه عباس صفوی به روی این رودخانه در مسیر شاهراه عباسی ساخته شده‌است.
پل خشتی خطیبان شهرستان صومعه سرا به شماره ۳۲۳۶۴ در ۱۴ آذر ماه سال ۱۳۹۷ در فهرست آثار ملی کشور به ثبت رسیده‌است.

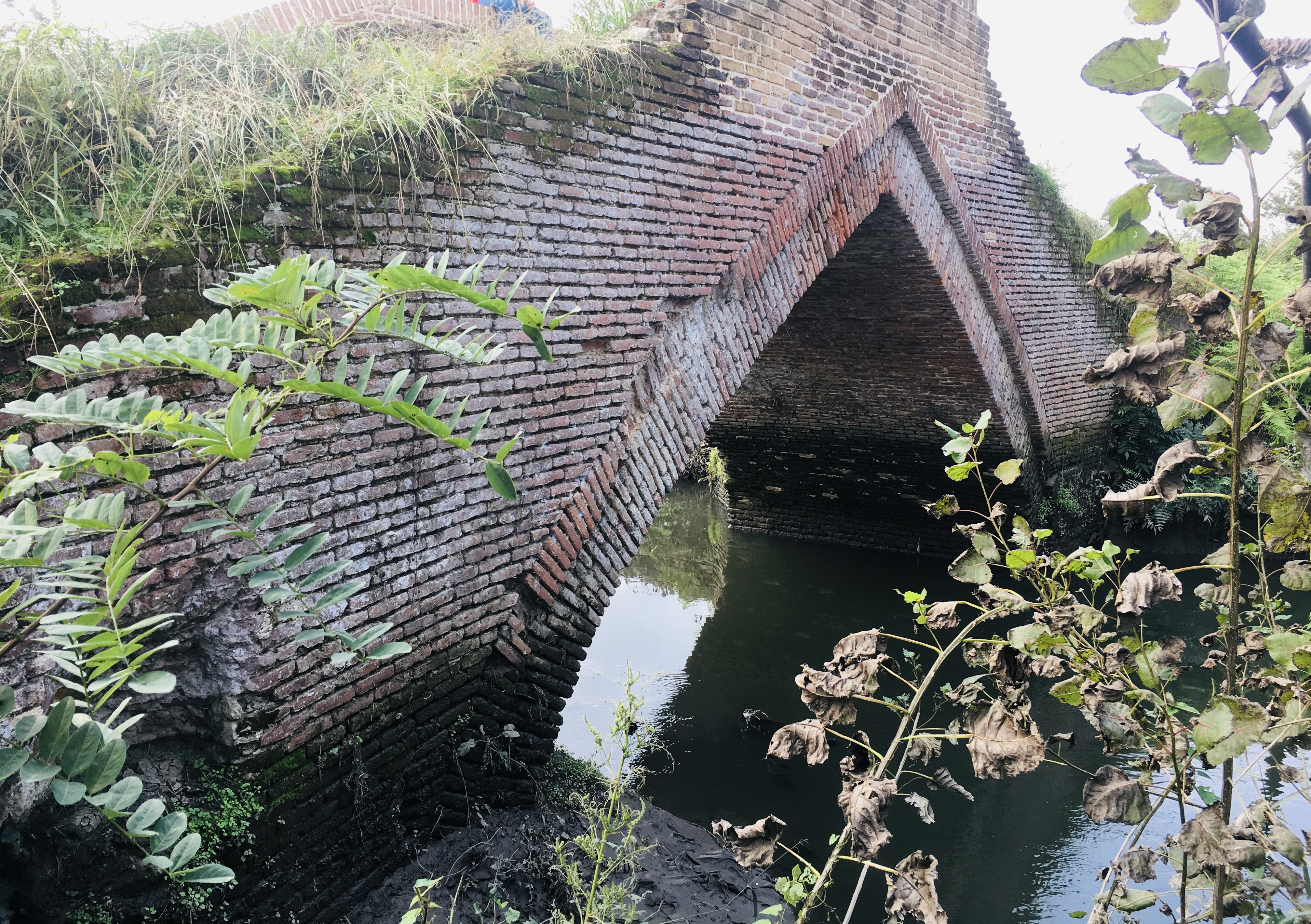
پل خشتی خطیبان